# Anna d'Este
Anna d'Este (Ferrara, 16 novembre 1531 – Parigi, 17 maggio 1607) era la figlia primogenita di Renata di Francia (figlia di Luigi XII e Anna di Bretagna) e di Ercole II (figlio di Alfonso I e Lucrezia Borgia), duca di Ferrara. È stata una delle maggiori figure della corte di Francia dal regno di Enrico II a quello di Enrico IV. In primo matrimonio fu duchessa d'Aumale, poi di Guisa; in secondo matrimonio fu duchessa di Nemours e del Genevese.

## Biografia
Anna d'Este ricevette un'educazione molto accurata. Studiò lettere volgari, latine e greche, matematica ed astronomia, storia e geografia, musica e danza. Nel 1548 venne promessa al principe francese Francesco di Lorena, duca d'Aumale, figlio di Claudio di Lorena, duca di Guisa. Dopo lunghe trattative, il 28 settembre dello stesso anno, fu firmato il contratto per il suo matrimonio. La giovane sposa prese la via della Francia, accompagnata dalla madre e dalle sorelle fino a Mantova. Il 28 ottobre arrivò a Grenoble, dove le venne incontro il padre dello sposo. Il matrimonio venne celebrato il 16 dicembre a Saint-Germain-en-Laye vicino a Parigi. Nel 1549 Anna diede alla luce il figlio Enrico di Lorena.
Da parte di madre, Anna d'Este era imparentata con Enrico II e i suoi figli, e grazie al suo matrimonio diventò un membro della potente famiglia di Guisa. Le sue origini italiane la legavano in modo particolare alla regina Caterina de' Medici. Diventata duchessa di Guisa dopo la morte del suo suocero nel 1550, Anna amministrava insieme alla suocera, Antonia di Borbone, il patrimonio e la fortuna dei Guisa. Nello stesso tempo ebbe il ruolo di mediatrice fra le corti di Francia e di Ferrara adoperandosi per gli interessi del padre.
Nel febbraio del 1563 Francesco di Lorena fu ucciso. Mentre l'assassino fu preso e giustiziato immediatamente, Anna d'Este tentò di tutto per far arrestare Gaspard de Coligny, capo dei Calvinisti francesi, da lei ritenuto il mandante dell'omicidio. Nei tre anni successivi la vedova fece pressioni sul re e i suoi tribunali al fine di assicurare alla giustizia Coligny, che tuttavia fu dichiarato innocente nel gennaio del 1566 dal consiglio del re. In conseguenza di ciò molti la ritennero responsabile di un agguato a fuoco subito proprio da Coligny la mattina del 22 agosto 1572, il quale rimase illeso come per miracolo. È comunque difficile appurare quale fu il vero ruolo d'Anna d'Este in questo attentato e nella conseguente strage della Notte di san Bartolomeo.
Il 5 maggio 1566 Anna d'Este si risposò à Saint-Maur-des-Fossés con Giacomo di Savoia, duca di Nemours e del Genevese. Nel 1585, dopo la morte del suo secondo marito, la principessa visse soprattutto a Parigi, nel suo Hôtel de Nemours. In seguito alla costituzione della Lega cattolica, nella quale i suoi figli ebbero un ruolo importante, la sua importanza politica aumentò. Ma nel dicembre 1588 Enrico III fece assassinare i suoi figli maggiori ed Anna stessa fu incarcerata. Pierre Matthieu ne ha fatto uno dei personaggi de La Guisiade.
Le fonti non dicono nulla sulla vita d'Anna d'Este dopo la sua liberazione nel febbraio 1589, ma alcuni dei suoi contemporanei la ritennero essere una probabile mandante dell'omicidio del re. Nominata "regina madre" dalla Lega, la principessa fu uno dei personaggi principali nella capitale assediata dalle truppe di Enrico IV, che dopo la conversione al cattolicesimo e la salita al trono fu da lei riconosciuto come re.
Dopo la morte del fratello, Alfonso II d'Este, non accettando la successione che l'ultimo duca di Ferrara aveva predisposto, fece causa a Cesare d'Este per ottenere tutti i beni della casata d'Este in Francia ed il tribunale, dopo lungo dibattimento con discussioni anche nel parlamento di Parigi, emise una sentenza a lei favorevole.
Anna d'Este passò gli ultimi anni della sua vita come "superintendante de la maison" della regina Maria de' Medici, ma fortemente indebitata ed in ansia per la situazione finanziaria dei suoi figli e nipoti. Quando morì il 17 maggio 1607, il valore dei suoi beni mobili arrivò a poco più di 4000 livres. Le sue viscere furono seppellite a Parigi, il suo cuore nella tomba dei Guisa a Joinville. Il suo corpo fu trasportato ad Annecy dove fu seppellito a fianco del suo secondo marito. Sulla sua tomba per un anno crebbero degli strani fiori e alcuni visitatori credettero di sentire delle voci in dialetto bavarese.

## Discendenza
Anna d'Este sposò in prime nozze a Saint-Germain-en-Laye il 16 dicembre 1548 Francesco di Lorena (1519-1563), duca di Guisa, ebbero sette figli:
- Enrico, detto “lo sfregiato” (1549 – 1588), duca di Guisa;
- Caterina Maria (1551 – 1596), andata sposa nel 1570 a Luigi di Borbone, duca di Montpensier;
- Carlo (1554 – 1611), duca di Mayenne;
- Luigi (1555 – 1588), cardinale di Guisa ed arcivescovo di Reims;
- Antonio (1557-1560);
- Francesco (1559-1573);
- Massimiliano (1562-1567/68).

Rimasta vedova nel 1563, ella si risposò a Saint-Maur-des-Fossés il 5 maggio 1566 con Giacomo di Savoia (1531-1585), duca di Nemours, ebbero tre figli:
- Carlo Emanuele (1567 – 1595), duca di Nemours;
- Marguerita (1569 – 1572);
- Enrico (1572 – 1632), duca di Nemours.

## Ascendenza
|                      |                         |                           | Genitori                     |  |  | Nonni |  |  | Bisnonni        |  |  | Trisnonni          |  |
|                      |                         |                           |                              |  |  |       |  |  | Ercole I d'Este |  |  | Niccolò III d'Este |  |
|                      |                         |                           |                              |  |  |       |  |  | Ercole I d'Este |  |  | Niccolò III d'Este |  |
|                      |                         | Ricciarda di Saluzzo      |                              |  |  |       |  |  | Ercole I d'Este |  |  |                    |  |
| Alfonso I d'Este     |                         |                           |                              |  |  |       |  |  | Ercole I d'Este |  |  |                    |  |
|                      |                         | Eleonora d'Aragona        | Ferdinando I di Napoli       |  |  |       |  |  |                 |  |  |                    |  |
|                      |                         | Eleonora d'Aragona        | Ferdinando I di Napoli       |  |  |       |  |  |                 |  |  |                    |  |
|                      |                         | Eleonora d'Aragona        | Isabella di Chiaromonte      |  |  |       |  |  |                 |  |  |                    |  |
| Ercole II d'Este     |                         | Eleonora d'Aragona        |                              |  |  |       |  |  |                 |  |  |                    |  |
|                      |                         | Papa Alessandro VI        | Jofré Llançol i Escrivà      |  |  |       |  |  |                 |  |  |                    |  |
|                      |                         | Papa Alessandro VI        | Jofré Llançol i Escrivà      |  |  |       |  |  |                 |  |  |                    |  |
|                      |                         | Papa Alessandro VI        | Isabel de Borja i Cavanilles |  |  |       |  |  |                 |  |  |                    |  |
| Lucrezia Borgia      |                         | Papa Alessandro VI        |                              |  |  |       |  |  |                 |  |  |                    |  |
|                      |                         | Vannozza Cattanei         | Giacomo Conte dei Cattanei   |  |  |       |  |  |                 |  |  |                    |  |
|                      |                         | Vannozza Cattanei         | Giacomo Conte dei Cattanei   |  |  |       |  |  |                 |  |  |                    |  |
|                      |                         | Vannozza Cattanei         | Mencia Pinctoris             |  |  |       |  |  |                 |  |  |                    |  |
| Anna d'Este          |                         | Vannozza Cattanei         |                              |  |  |       |  |  |                 |  |  |                    |  |
|                      | Carlo di Valois-Orléans | Luigi I di Valois-Orléans |                              |  |  |       |  |  |                 |  |  |                    |  |
|                      | Carlo di Valois-Orléans | Luigi I di Valois-Orléans |                              |  |  |       |  |  |                 |  |  |                    |  |
|                      | Carlo di Valois-Orléans | Valentina Visconti        |                              |  |  |       |  |  |                 |  |  |                    |  |
| Luigi XII di Francia | Carlo di Valois-Orléans |                           |                              |  |  |       |  |  |                 |  |  |                    |  |
|                      |                         | Maria di Clèves           | Adolfo I di Kleve            |  |  |       |  |  |                 |  |  |                    |  |
|                      |                         | Maria di Clèves           | Adolfo I di Kleve            |  |  |       |  |  |                 |  |  |                    |  |
|                      |                         | Maria di Clèves           | Maria di Borgogna            |  |  |       |  |  |                 |  |  |                    |  |
| Renata di Francia    |                         | Maria di Clèves           |                              |  |  |       |  |  |                 |  |  |                    |  |
|                      |                         | Francesco II di Bretagna  | Riccardo di Dreux            |  |  |       |  |  |                 |  |  |                    |  |
|                      |                         | Francesco II di Bretagna  | Riccardo di Dreux            |  |  |       |  |  |                 |  |  |                    |  |
|                      |                         | Francesco II di Bretagna  | Margherita di Valois-Orléans |  |  |       |  |  |                 |  |  |                    |  |
| Anna di Bretagna     |                         | Francesco II di Bretagna  |                              |  |  |       |  |  |                 |  |  |                    |  |
|                      |                         | Margherita di Foix        | Gastone IV di Foix           |  |  |       |  |  |                 |  |  |                    |  |
|                      |                         | Margherita di Foix        | Gastone IV di Foix           |  |  |       |  |  |                 |  |  |                    |  |
|                      |                         | Margherita di Foix        | Eleonora I di Navarra        |  |  |       |  |  |                 |  |  |                    |  |
|                      |                         | Margherita di Foix        |                              |  |  |       |  |  |                 |  |  |                    |  |

### Fonti
- Gerolamo Melchiorri, Donne illustri ferraresi dal Medioevo all'Unità, a cura di Graziano Gruppioni, prefazione di Enrica Guerra, Ferrara, 2G Editrice, 2014, ISBN 978-88-89248-18-8.

### Approfondimenti
- Pierre Matthieu: La Guisiade (1589). Édition établie par Louis Lobbes, Droz, Ginevra, 1990. (ISSN 0257-4063)
- Severin Bertrand: Oraison funebre sur le trespas de tres-haulte, tres-illustre et tres-vertueuse Princesse Anne d'Est', Duchesse de Chartres, de Guyse, Nemours, Genevois, &c., Parigi, 1607.
- Le sieur de La Palud: Discour funebre sur la mort de tres-Illustre Princesse Anne D'est Duchesse de Genevois, Nemours, Chartres, &c., Chambery, (1609).
- Francesco Agostino della Chiesa: Theatro delle donne letterate, con vn breve discorso della preminenza, e perfettione del sesso donnesco, Mondovi, 1620.
- Hilarion de Coste: Anne d'Est ou de Ferare, Duchesse de Guise & de Nemours, in H.d.C.: Les éloges et vies des reynes, princesses, dames et damoiselles illustres, Parigi, 1630, pp. 32–37.
- Coester, Christiane: Schön wie Venus, mutig wie Mars. Anna d'Este, Herzogin von Guise und von Nemours (1531–1607), Oldenbourg, Monaco, 2007. (ISBN 978-3-486-58028-0)
- Leloup, Huguette: Anne d'Este (1531–1607). Fille aînée de Renée de France, Duchesse de Guise puis duchesse de Nemours, Dame de Montargis, edizione speciale del Bulletin de la Société d'Émulation de l'Arrondissement de Montargis, ser. 3, 119, 2002.
- Munns, Jessica; Richards, Penny: Exploiting and destabilizing Gender Roles: Anne d'Este, in French History, 6, 1992, pp. 206–215.
- Sanfilippo, Matteo: articolo Este, Anna d', in Dizionario biografico degli Italiani, vol. 43, Istituto della Enciclopedia Italiana, Roma, 1993, pp. 315–320.